# Bélesta (Ariège)
Bélesta é uma comuna francesa na região administrativa de Occitânia, no departamento de Ariège.